# Supercoppa italiana 2007 (beach soccer)
La Supercoppa italiana 2007 è stata assegnata per la quarta volta con il patrocinio della FIGC. Si è disputata a Terracina quale match inaugurale di una quattro giorni dedicata all'assegnazione dello scudetto. Ad affrontarsi sono stati il Milano Beach Soccer campione nazionale in carica ed il Catania Beach Soccer, la squadra più titolata della Coppa Italia. Il trofeo è stato vinto dagli Etnei.

## Partecipanti
| Squadre | Qualificazione                    |
| ------- | --------------------------------- |
| Milano  | Vincitore della Serie A 2006      |
| Catania | Vincitore della Coppa Italia 2006 |

## Tabellino
| Arbitro: | Fabio Polito e Nunzio Fiorenza (Aprilia) |

|                                                                            |            | |
| Benjamin 2pt’, 4pt’ Amarelle 4pt’ Ahmed 10pt’ Samoun 3tt’                  | Marcatori  | 4pt’, 3st’ Juninho 7pt’ Condorelli 12st’, 1tt’ Mosca 7tt’ Condorelli                               |
| Pagani Casarsa Nico Ahmed Amarelle Samoun Papale Benjamin Fumagalli Rasulo | Formazioni | · Bua · Chisari · Belluso · Platania · Spadaro · Bosco · Di Giacomo · Mosca · Condorelli · Juninho |
| Panizza                                                                    | Allenatori | Fiducia                                                                                            |